# Zsófia Kovács (Badminton)
Zsófia Kovács (* 1984) ist eine ungarische Badmintonspielerin.

## Karriere
Zsófia Kovács gewann in Ungarn fünf Juniorentitel, bevor sie 2004 erstmals nationaler Meister bei den Erwachsenen wurde, was jedoch auch ihr einziger bleiben sollte. Bei den Mannschaftsmeisterschaften des Landes war sie dagegen von 2001 bis 2006 sechs Mal in Serie erfolgreich.

## Sportliche Erfolge
| Saison | Veranstaltung                              | Disziplin   | Platz | Name                             |
| ------ | ------------------------------------------ | ----------- | ----- | -------------------------------- |
| 2001   | Ungarn: Einzelmeisterschaften der Junioren | Mixed       | 1     | Henrik Tóth / Zsófia Kovács      |
| 2001   | Ungarn: Einzelmeisterschaften der Junioren | Damendoppel | 1     | Zsuzsanna Kovács / Zsófia Kovács |
| 2002   | Ungarn: Einzelmeisterschaften der Junioren | Mixed       | 1     | Henrik Tóth / Zsófia Kovács      |
| 2002   | Ungarn: Einzelmeisterschaften der Junioren | Damendoppel | 1     | Zsuzsanna Kovács / Zsófia Kovács |
| 2003   | Ungarn: Einzelmeisterschaften der Junioren | Damendoppel | 1     | Zsuzsanna Kovács / Zsófia Kovács |
| 2004   | Ungarn: Einzelmeisterschaften              | Damendoppel | 1     | Zsófia Kovács / Zsuzsa Kovács    |